# Königskapelle Brennbichl

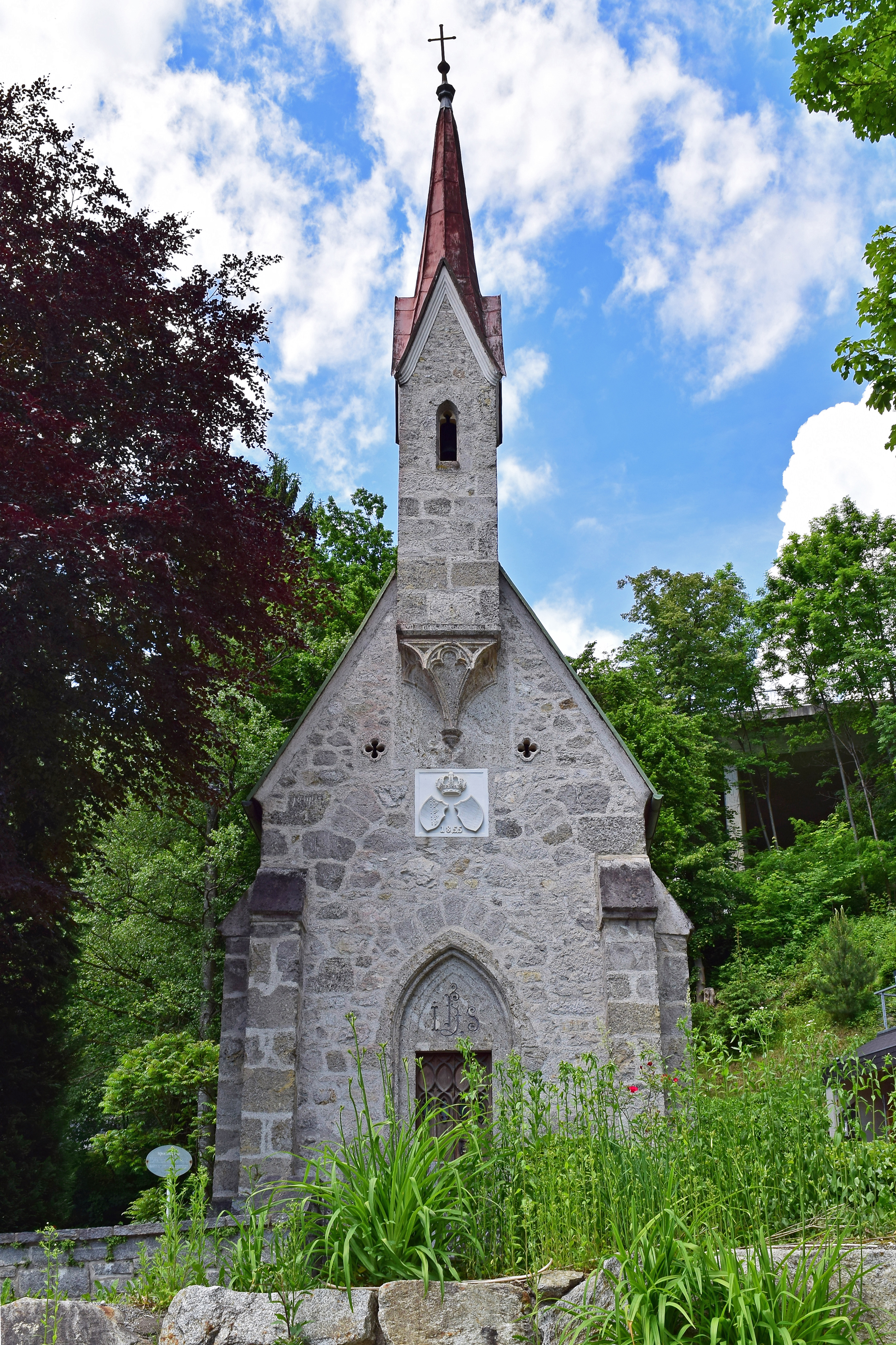
Die Königskapelle bei Brennbichl (Bezirk Imst) in Tirol im Jahr 2015

Die Königskapelle steht beim Straßenübergang Brennbichl über den Inn im Weiler Königskapelle in der Gemeinde Karrösten im Bezirk Imst im Bundesland Tirol. Bei der 1855 erbauten Kapelle entstand ein Weiler gleichen Namens. Die Kapelle steht unter Denkmalschutz (Listeneintrag).

## Geschichte
Die neugotische, in Sichtsteinmauerwerk erbaute Königskapelle zwischen Karrösten und Brennbichl (auch Sachsenkapelle genannt) entstand ab 1854 auf Veranlassung von Marie (1805–1877), der Witwe von König Friedrich August II. von Sachsen (1797–1854). Sie wurde nach den Plänen des k.k. Bezirksingenieurs von Imst und Reutte, Joseph Rokita (1811–1887) errichtet und am 8. August 1855 mit einem Gottesdienst mit dem Geistlichen Alois Moriggl eingeweiht.
Die Königskapelle erinnert an den tödlichen Verkehrsunfall von König Friedrich August II. im Sommer 1854. Bei einem Ausflug in das Pitztal verunglückte er kurz hinter Imst, zwischen dem Ortsteil Brennbichl und der Innbrücke, als der Pferdewagen umfiel und der König durch den Hufschlag eines scheuenden Pferdes am Hinterkopf verletzt wurde. Am 9. August 1854 verstarb er an den Folgen seiner schweren Verletzungen im benachbarten Gasthof Neuner. Noch heute erinnert das Sterbezimmer daran.

## Grablege der Wettiner
Bis zum Ende der Monarchie in Sachsen 1918 hatte die Katholische Hofkirche Dresden als traditionelle Grablege des sächsischen Königshauses gedient. 
1960, wenige Jahre vor seinem eigenen Tod, bestimmte der außerhalb der damaligen DDR lebende Friedrich Christian von Sachsen, Markgraf zu Meißen (1893–1968), der Chef des ehemaligen sächsischen Königshauses der albertinischen Wettiner, die Königskapelle Brennbichl in Österreich zur künftigen Grablege für sich und seine Nachfolger. Er ließ dazu im Park neben der Kapelle eine Gruftanlage mit Raum für zehn Särge errichten.
Folgende Familienmitglieder liegen in der Gruft hinter der Königskapelle begraben:
- Friedrich Christian von Sachsen, Markgraf zu Meißen (1893–1968) – zweitältester Sohn des letzten Königs von Sachsen, Friedrich August III.
- Elisabeth Helene von Sachsen, Markgräfin zu Meißen, geb. von Thurn und Taxis (1903–1976) –  Gemahlin von Friedrich Christian von Sachsen
- Maria Emanuel von Sachsen, Markgraf zu Meißen (1926–2012) – ältester Sohn von Friedrich Christian von Sachsen
- Maria Josepha von Sachsen (1928–2018) – älteste Tochter von Friedrich Christian von Sachsen

Am 30. Juli 2012 wurde hier Maria Emanuel von Sachsen begraben. Im Beisein des engsten Familienkreises wurde sein Leichnam in einem verlöteten Zinksarg, der in einen Eichensarg gebettet ist, in der Gruft bestattet.

## Abbildungen

Königskapelle
Eröffnung der Königskapelle 1855
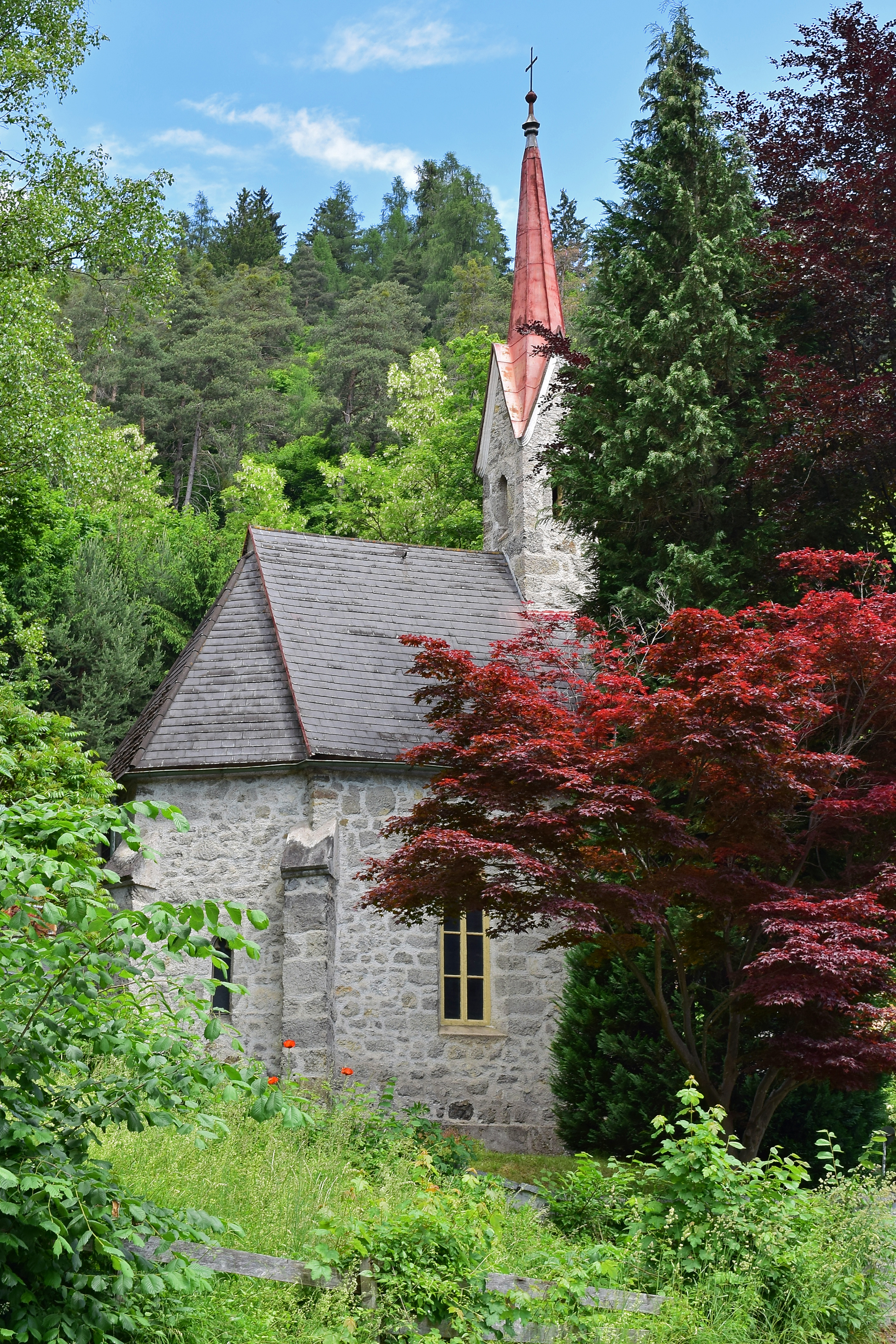
Die Königskapelle im Jahr 2015
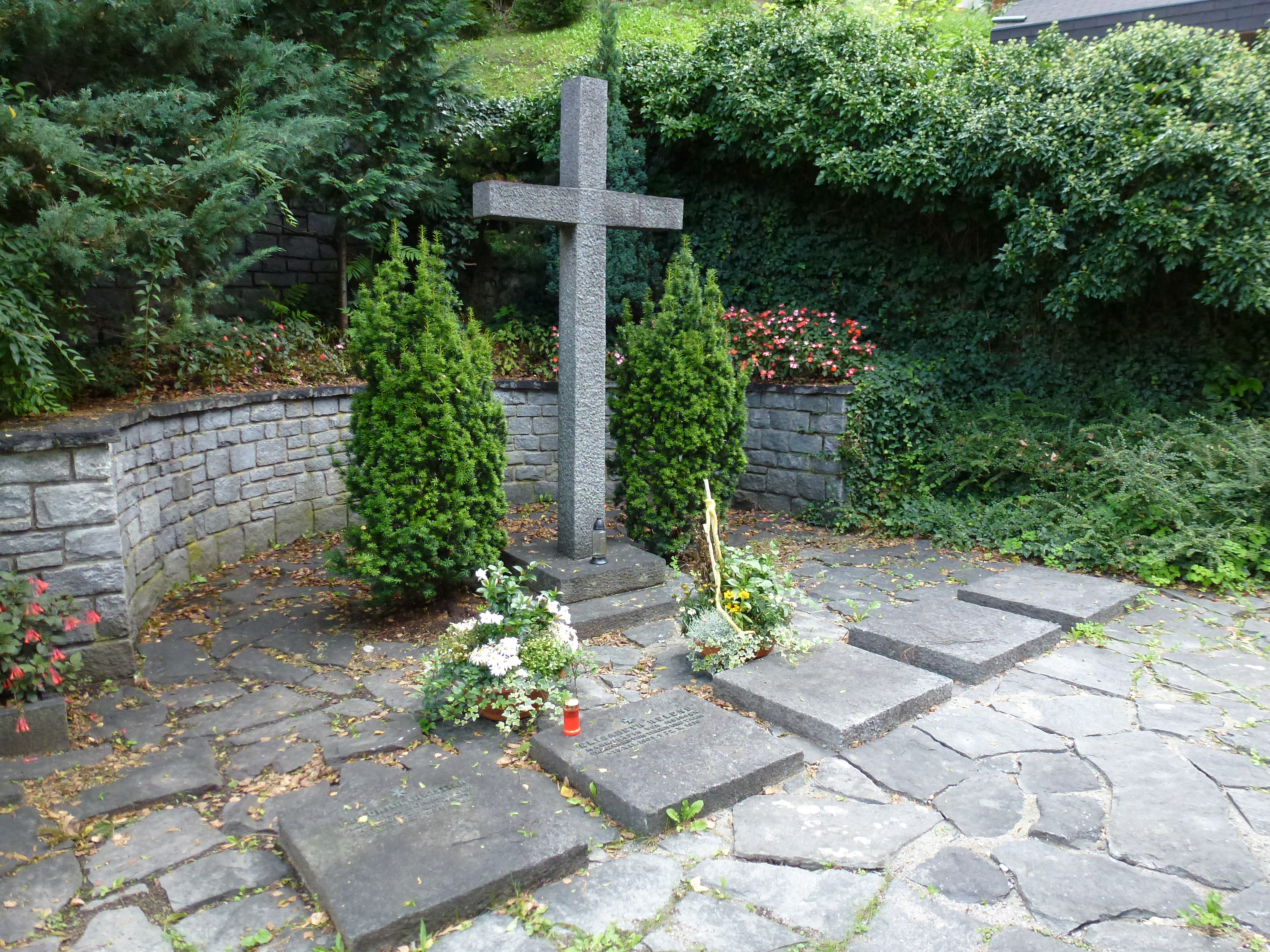
Grablege der Wettiner 2012
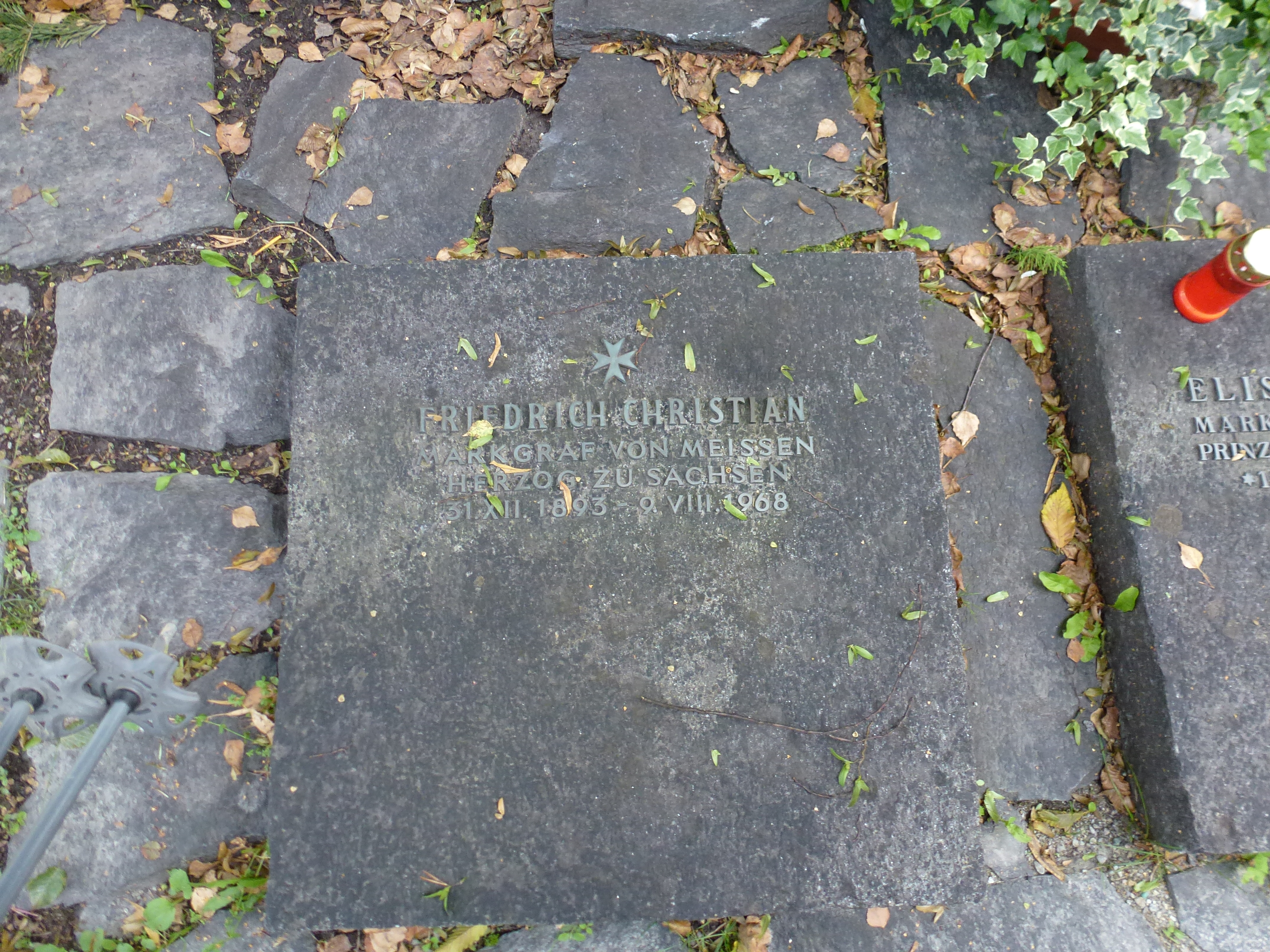
Grabplatte für Friedrich Christian von Sachsen
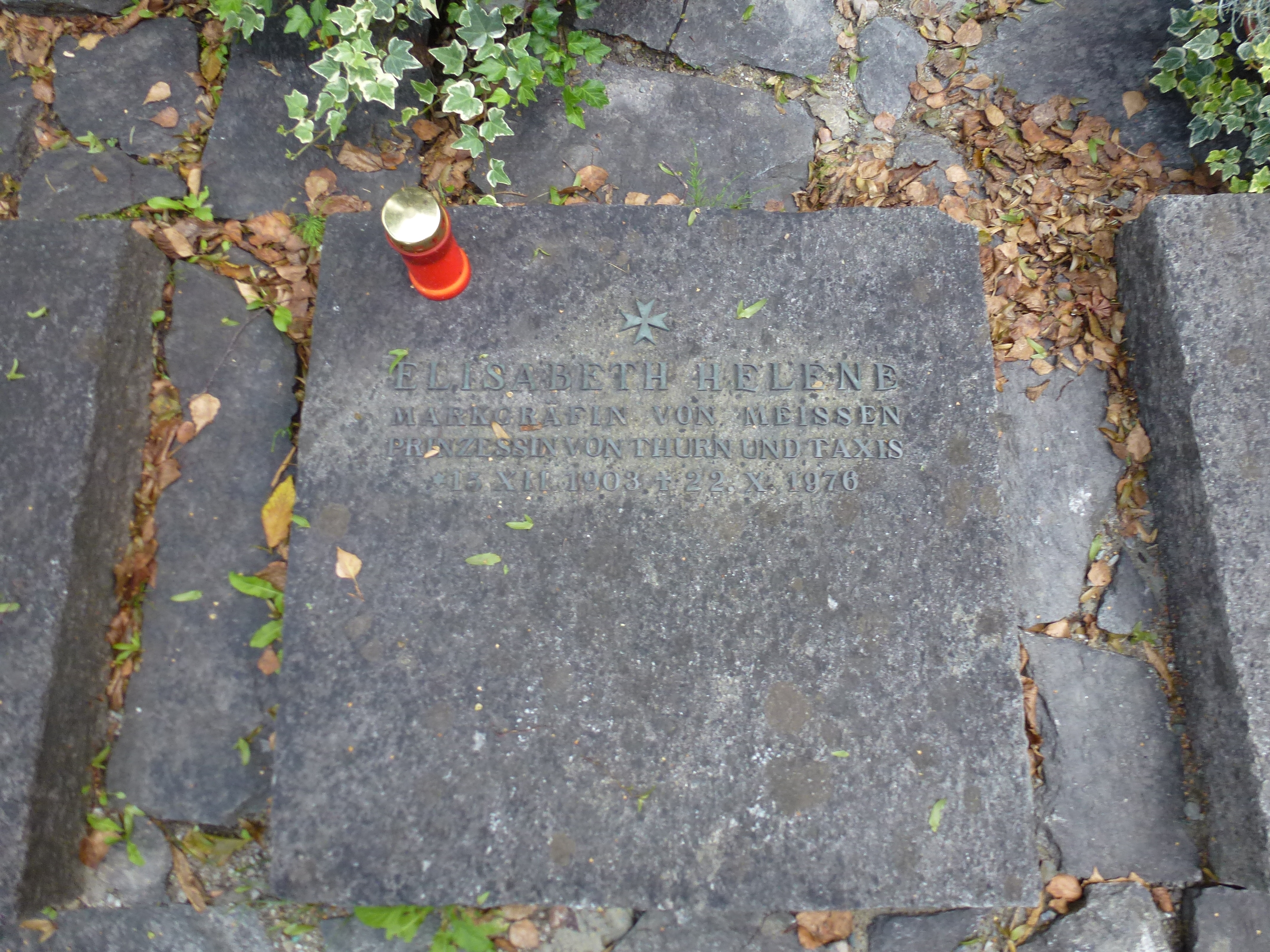
Grabplatte für Elisabeth Helene von Sachsen